# إليزا (اسم)
إليزا هو اسم أنثى بالإنجليزية يعنى «إلهي قسم» أو «مبتهج».

## علم أصول الكلمات
تطور الاسم لأول مرة باعتباره اختصارًا لإليزابيث في القرن السادس عشر، وبدأ استخدامه كاسم مستقل في القرن الثامن عشر. كان اسم إليزابيث موجودًا منذ العصور الوسطى، وشاعه الفرنسيون بشكل أساسي. تم العثور على أليصابات في الكتاب المقدس (لوقا 1:57) باعتبارها والدة يوحنا المعمدان. أصبح اسم إليزابيث مشهورًا خلال أواخر العصور الوسطى. أحضر الاسم إلى إنجلترا من قبل الفرنسيين.

## الأشخاص بهذا الاسم
- إليزا بينيت (مواليد 1992)، ممثلة إنجليزية
- إليزا برايتوين (1830–1906)، عالمة طبيعة اسكتلندية
- إليزا كارثي (مواليد 1975) مغنية شعبية
- إليزا تشولخورست (1100–34 أو 1500–34)، توأم ملتصق
- إليزا أرشارد كونر (1838-1912)، صحفية أمريكية، محاضرة، نسوية
- إليزا دوليتل (مغنية) (مواليد 1988)، مغنية بريطانية
- إليزا آن دوبوي (حوالي 1814-1880)، مؤلفة أمريكية
- إليزا دوشكو (مواليد 1980)، ممثلة أمريكية
- إليزا لي كابوت فولين (1787-1860)، كاتبة أمريكية، محررة، مناصرة لإلغاء الرق
- إليزا فريزر (1798-1858)، امرأة اسكتلندية سميت باسم جزيرة فريزر في أستراليا
- إليزابيث "إليزا" شويلر هاميلتون (1757-1854)، فاعلة خير أمريكية وزوجة الأب المؤسس للولايات المتحدة ألكسندر هاملتون
- إليزا بوتنام هيتون (1860-1919)، صحفي أمريكي، محرر
- إليزا باركس هيجان (1861-1917)، ممرضة كندية
- إليزا تراسك هيل (1840–1908)، ناشطة أمريكية، صحفية، فاعلة خير
- إليزا هاميلتون هولي (1799-1859)، الطفل السابع والابنة الثانية لألكسندر هاميلتون وإليزابيث شويلر هاميلتون
- إليزا جونور (1804-1861)، اسكتلندية من أعراق مختلطة كانت ابنة مالك العبيد السابق
- إليزا د. كيث (1854-1939)، معلمة أمريكية، وصحفية
- إليزا ماريا موشر (1846-1928)، طبيبة أمريكية ومعلمة وكاتبة طبية ومخترعة
- إليزا مونرو هاي (1786-1840)، سيدة أولى بالتمثيل الاجتماعي الأمريكي
- إليزا أوفلاهيرتي (1818-1882) كاتبة وممثلة مسرحية أسترالية
- إليزا أورزيسكوا (1841-1910)، كاتبة بولندية رشحت لجائزة نوبل
- إليزا أ. بيتسينغر (1837–1908)، شاعرة أمريكية
- إليزا ريدجلي (1803-1867)، وريثة أمريكية ومشهورة
- إليزا سام (مواليد 1984)، ممثلة كندية تقيم في هونج كونج
- إليزا سيمور لي (1800-1874)، طاهية أمريكية وصاحبة مطعم
- إليزا سوتسو (1837-1887)، كاتب ومترجم يوناني
- إليزا ريد سندرلاند (1839-1910)، كاتبة أمريكية، ومعلمة، ومحاضرة، ومدافعة عن حقوق المرأة
- إليزا تايلور كوتر (مواليد 1989)، ممثلة أسترالية
- إليزا تاونسند (1788-1854)، شاعر أمريكي